# Situl arheologic de la Piatra Neamț, punct „Dealul Bâtca Doamnei”
Situl arheologic de la Piatra Neamț, punct „Dealul Bâtca Doamnei”' este un sit arheologic aflat pe teritoriul municipiului Piatra Neamț. În Repertoriul Arheologic Național, monumentul apare cu codul 120735.02.
Ansamblul este format din două monumente:
- Așezare (cod LMI NT-I-m-A-10480.01)
- Așezare fortificată (cod LMI NT-I-m-A-10480.02)